# Bart Verschueren
Bart Verschueren (* 8. September 1986 in Löwen) ist ein belgischer Cyclocrossfahrer.
Bart Verschueren wurde 2002 in Koksijde Dritter bei der belgischen Meisterschaft der Jugendklasse. In der Juniorenklasse belegte er 2004 den zweiten Platz. Beim Superprestige in Veghel-Eerde belegte Verschueren 2007 in der U23-Klasse den zweiten Platz hinter Julien Taramarcaz. Er gewann 2008 das internationale Rennen in Villarcayo, 2009 in Nossegem und 2011 in Wilrijk.

## Erfolge
2008
- VI. Ciclocross de Villarcayo, Villarcayo

2009
- Cyclocross Nossegem

2010
- Provinzialmeisterschaft Cyclocross Vlaams-Brabant in Averbode

2011
- Cyclocross Wilrijk, Cyclocross Wilrijk
- Provinzialmeisterschaft Cyclocross Vlaams-Brabant in Gooik (Elitefahrer ohne Vertrag)

## Teams
- 2005 – 31. August 2006 Fidea Cycling Team
- 2008 – 31. August 2009 Revor-Jartazi